# Biologia plantarum
Biologia plantarum je recenzovaný vědecký časopis s otevřeným přístupem, který se zabývá experimentální botanikou. V roce 1959 jej založil rostlinný fyziolog profesor Bohumil Němec. Časopis, který vydává Ústav experimentální botaniky Akademie věd ČR, publikuje původní vědecké práce, krátká sdělení, přehledy a hypotézy v oblasti rostlinné biologie, fyziologie rostlin, vývoje rostlin, rostlinné biochemie a biofyziky, biologie rostlinných buněk, rozsáhlé rostlinné omiky a systémové biologie, fyziologické anatomie, ekofyziologie, genetiky, molekulární biologie, fytopatologie, evoluce rostlin, vztah mezi strukturou a funkcí, funkční vlastnosti rostlin a biologie stromů. Zaměřuje se přitom jak na modelové a plodinové rostliny, tak na málo prozkoumané druhy.
Šéfredaktorem časopisu je v současnosti prof. doc. RNDr. Viktor Žárský, CSc. Od roku 2019 je Biologia plantarum časopisem s otevřeným přístupem, jehož články jsou distribuovány pod licencí Creative Commons BY-NC-ND. Zatímco v minulosti vycházel časopis v tištěné verzi, nyní je publikován pouze online.

## Abstrahování a indexování
Časopis je indexován a abstraktován v následujících bibliografických databázích:
- Aquatic Sciences & Fisheries Abstracts (Abstrakty z vodních věd a rybolovu)[6]
- Biological Abstracts (Biologické abstrakty)[7]
- BIOSIS Previews (Náhledy systému BIOSIS)[8]
- CAB Abstracts (Abstrakty CAB)[9]
- Chemical Abstracts Service (Služba chemických abstraktů)[10]
- Current Contents/Agriculture, Biology & Environmental Sciences (Aktuální obsah/Zemědělství, biologie a environmentální vědy)[8]
- EBSCO databases (databáze EBSCO)[6]
- ProQuest databases (databáze ProQuest)[6]
- Science Citation Index Expanded (Rozšířený citační index )[8]
- Scopus[11]

Podle ročenky Journal Citation Reports (Citační zprávy v časopisech) měl časopis v roce 2018 impakt faktor 1,384.